# Gestion intégrée des ressources en eau

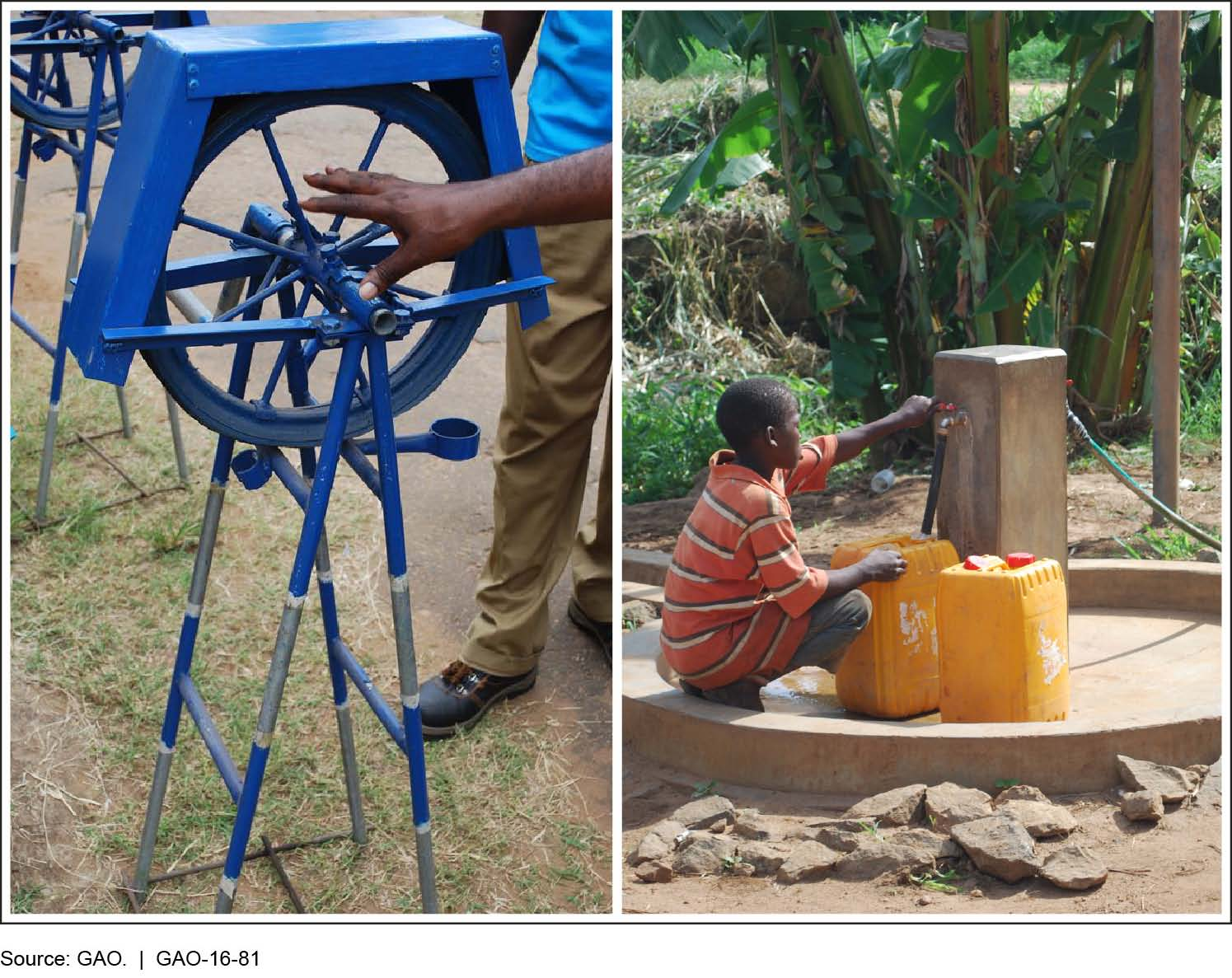
Soutien aux efforts visant à améliorer le programme intégré d'eau, d'assainissement et d'hygiène de la Tanzanie.

La Gestion Intégrée des Ressources en Eau (GIRE), correspond à l'organisation internationale Integrated Water Resources Management (IWRM) qui a notamment été promue par le Partenariat Mondial de l'eau (GWP), en 2000.
Ce programme, associé à une méthode, est axé sur la gestion des bassins versants, considérés à l'échelle du fleuve. L'IWRM est « un processus favorisant le développement et la gestion coordonnés des ressources en eau, du sol et des ressources associées, permettant de maximiser les bénéfices économiques et sociaux, de façon équitable sans compromettre la pérennité des écosystèmes vitaux » (GWP, 2000). En 2002, l’article 26 du plan de mise en œuvre du Sommet Mondial du Développement Durable (SMMD) appelle à développer la GIRE et des plans d’efficience de l’eau avant l’année 2005 au sein de pays en voie de développement.

## La notion d'Intégration
L’élément le plus pertinent de la GIRE est la notion d’intégration en référence à des composantes environnementales, sociales, économiques et spatiales et notamment :
- l’intégration de toutes les ressources (l’eau sous toutes ses formes, les milieux aquatiques et les services écosystémiques rendus) ;
- l’intégration des savoirs et des expertises ;
- l’intégration sociale (intégration des besoins, des fonctions et l’harmonisation des usages) ;
- l’intégration des acteurs (la participation, l’intégration des politiques) ;
- l’intégration économique ;
- l’intégration spatiale (le bassin versant).

## Expériences de gestion intégrée et participative avec les acteurs locaux
Au-delà du concept, la GIRE inspire les États et les collectivités locales à travers les politiques mises en œuvre. De nombreux pays se sont dotés de nouvelles lois sur l’eau et de programmes nationaux de gestion intégrée, particulièrement dans les pays en développement. Selon l’UNEP (2012), dans plus de 80 % des pays, on a enregistré ces dernières années des progrès notables en faveur de la GIRE.
Les pays développés ne sont pas en reste et se sont engagés dans des actions concrètes visant à gérer de manière plus efficiente leurs ressources en eau en renforçant leurs engagements politiques et économiques envers la mise en œuvre de mesure dans le domaine de l’eau, comme la Directive-cadre sur l'eau (DCE) de l'Union européenne initiée en 2000, la déploiement de structures telles que l’Office international de l'eau (OIEAU), association française,, ou le Réseau International des Organismes de Bassin (RIOB), fondé en 1994,,.
Mais, trop souvent, la GIRE appliquée à l’échelle de grands bassins fluviaux se trouve confrontée au pragmatisme des réalités de terrain. Car il s’agit de rendre la GIRE opérationnelle à travers des programmes concrets. Le lien avec le terrain est donc indispensable. C’est dans ce sens que diverses initiatives de GIRE à un échelon local ont été développées notamment dans les pays du Sud (Rosillon, 2016).
Face à la diversité des situations, qui demandent des procédures adaptées aux réalités environnementales et socioculturelles des pays concernés, on retrouve les mêmes conditions de participation, de solidarité, d’intégration, tout en veillant au caractère pragmatique et opérationnel de la démarche. Mais, l’application de la GIRE au niveau local ne doit pas occulter le fait que celle-ci réclame un cadre légal et institutionnel adapté, où les services de l’État assurent leur responsabilité en accompagnant les usagers locaux. En retour, l’action locale pourra aussi constituer le terreau propice à la reformulation des politiques nationales de l’eau (Smith and Clausen, 2015).

## Fleuves transfrontaliers faisant l'objet d'une GIRE
[réf. nécessaire]
- Niger
- Sénégal (Guinée, Sénégal, Mali, Mauritanie)
- Fleuve Rouge
- Limpopo
- Mékong